# Scenopinus hermonensis
Scenopinus hermonensis är en tvåvingeart som beskrevs av Kelsey 1981. Scenopinus hermonensis ingår i släktet Scenopinus och familjen fönsterflugor.
Artens utbredningsområde är Syrien. Inga underarter finns listade i Catalogue of Life.